# In Your Eyes (Robin Schulz)
In Your Eyes  è un singolo del DJ e produttore musicale tedesco Robin Schulz, pubblicato il 10 gennaio 2020 come quarto estratto dal quarto album in studio IIII.
Il brano vede la partecipazione vocale della cantante norvegese Alida.

## Video musicale
Il video è stato pubblicato il 10 gennaio 2020, in concomitanza con l'uscita del singolo.

## Tracce
Testi e musiche di Robin Schulz, Alida Garpestad Peck, Daniel Deimann, Dennis Bierbrodt, Erik Smaaland, Gaute Ormåsen, Guido Kramer, Jürgen Dohr, Kristoffer Tommerbakke e Stefan Dabruk.
Download digitale
1. In Your Eyes (feat. Alida) – 3:28

Download digitale – Lumix Remix
1. In Your Eyes (feat. Alida) (Lumix Remix) – 3:23

Download digitale – KREAM Remix
1. In Your Eyes (feat. Alida) (KREAM Remix) – 3:23

Download digitale – 8D Audio Version
1. In Your Eyes (feat. Alida) (8D Audio Version) – 3:28

Download digitale – Nicky Romero Remix
1. In Your Eyes (feat. Alida) (Nicky Romero Remix) – 3:18

Download digitale – Clean Bandit Remix
1. In Your Eyes (feat. Alida) (Clean Bandit Remix) – 2:58

## Formazione
Musicisti
- Alida – voce
- Robin Schulz – tastiera, programmazione
- Daniel Deimann – tastiera, programmazione
- Dennis Bierbrodt – tastiera, programmazione
- Guido Kramer – tastiera, programmazione
- Jürgen Dohr – tastiera, programmazione

Produzione
- Robin Schulz – produzione
- Junkx – produzione, missaggio
- The Monsters & Strangerz – produzione vocale

## Classifiche

### Classifiche settimanali
| Classifica (2020-23) | Posizione massima |
| -------------------- | ----------------- |
| Austria              | 3                 |
| Belgio (Fiandre)     | 14                |
| Belgio (Vallonia)    | 5                 |
| Bielorussia          | 87                |
| Croazia              | 20                |
| Francia              | 52                |
| Germania             | 5                 |
| Grecia               | 91                |
| Lettonia             | 75                |
| Lituania             | 51                |
| Norvegia             | 17                |
| Paesi Bassi          | 15                |
| Polonia              | 2                 |
| Repubblica Ceca      | 14                |
| Romania              | 12                |
| Russia               | 3                 |
| Slovacchia           | 60                |
| Slovenia             | 5                 |
| Svezia               | 71                |
| Svizzera             | 5                 |
| Ucraina              | 48                |
| Ungheria             | 29                |

### Classifiche di fine anno
| Classifica (2020) | Posizione |
| ----------------- | --------- |
| Austria           | 12        |
| Belgio (Fiandre)  | 27        |
| Belgio (Vallonia) | 29        |
| Croazia           | 34        |
| Francia           | 107       |
| Germania          | 14        |
| Norvegia          | 31        |
| Paesi Bassi       | 35        |
| Polonia           | 9         |
| Romania           | 51        |
| Russia            | 7         |
| Slovenia          | 21        |
| Svizzera          | 9         |
| Classifica (2021) | Posizione |
| Russia            | 113       |